# Qāzigund
Qāzigund är en ort i Indien.   Den ligger i distriktet Anantnāg och unionsterritoriet Jammu och Kashmir, i den norra delen av landet, 600 km norr om huvudstaden New Delhi. Qāzigund ligger 1 666 meter över havet och antalet invånare är 5 576.
Terrängen runt Qāzigund är platt åt nordost, men åt sydväst är den kuperad. Terrängen runt Qāzigund sluttar norrut. Runt Qāzigund är det tätbefolkat, med 411 invånare per kvadratkilometer. Närmaste större samhälle är Anantnag, 10,3 km norr om Qāzigund. Omgivningarna runt Qāzigund är en mosaik av jordbruksmark och naturlig växtlighet.